# Замок Паланок (монета)
«За́мок Пала́нок» — пам'ятна монета номіналом 5 гривень, випущена Національним банком України, присвячена давній історичній та військово-архітектурній пам'ятці, одній із найоригінальніших фортифікаційних споруд пізнього середньовіччя Центральної Європи. Замок споруджений на південному заході сучасного Мукачева на горі вулканічного походження на висоті 188 м над рівнем моря і на 68 м вище центральної частини міста. Упродовж століть він надійно захищав мешканців міста від ворогів. Тут перетиналися торговельні та військові стратегічні шляхи, що йшли з Півдня на Північ, із Заходу на Схід, для охорони яких і було закладено замок. За час свого існування твердиня не один раз перебудовувалася та вдосконалювалася.
Монету введено в обіг 26 лютого 2019 року. Вона належить до серії «Пам'ятки архітектури України».

## Опис монети та характеристики
| Номінал грн. | Метал      | Маса, г | Діаметр, мм | Якість виготовлення       | Гурт     | Тираж, штук                                        |
| ------------ | ---------- | ------- | ----------- | ------------------------- | -------- | -------------------------------------------------- |
| 5            | нейзильбер | 16,54   | 35,0        | спеціальний анциркулейтед | рифлений | 40 000 (у тому числі 15 000 у сувенірній упаковці) |

### Аверс
На аверсі монети розміщено стилізоване зображення внутрішнього двору замку; угорі на тлі цегли вхідної брами — малий Державний Герб України, під яким напис «УКРАЇНА»; унизу: на тлі бруківки — номінал: «5», на дзеркальному тлі написи: «ГРИВЕНЬ» та рік карбування монети «2019»; унизу праворуч — логотип Банкнотно-монетного двору Національного банку України.

### Реверс
На реверсі монети розміщено: угорі Замок Паланок, унизу — стилізоване відображення у воді старого замку (зображення зі стародавніх гравюр), у центрі — стилізоване зображення колодязя, в який кинули стародавню монету, від котрої розходяться круги води; ліворуч та праворуч написи: «ЗАМОК ПАЛАНОК»; по колу — кам'яна кладка, розділена ланцюгами.

15000 монет із загального тиражу було випущено у буклетах
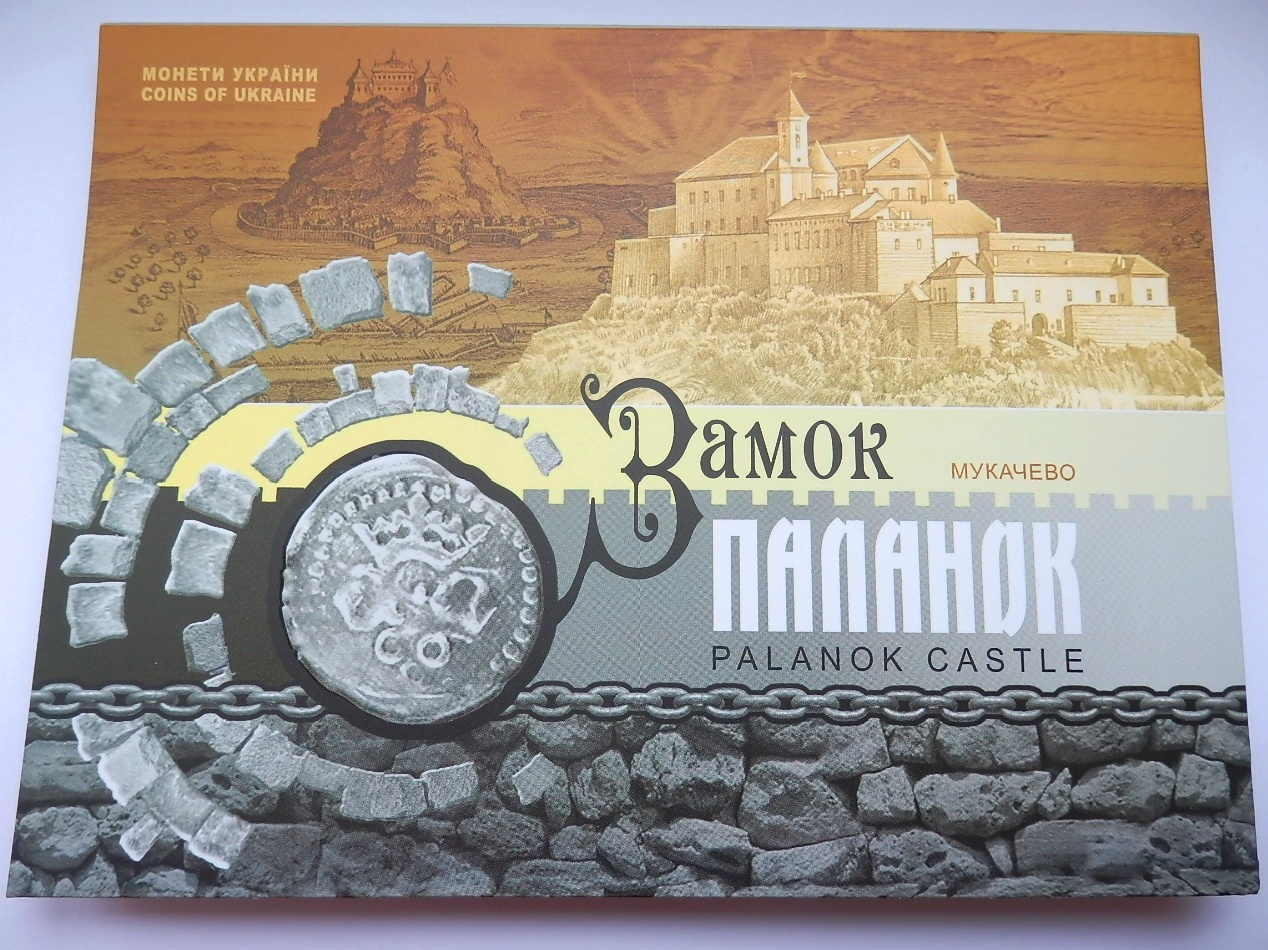
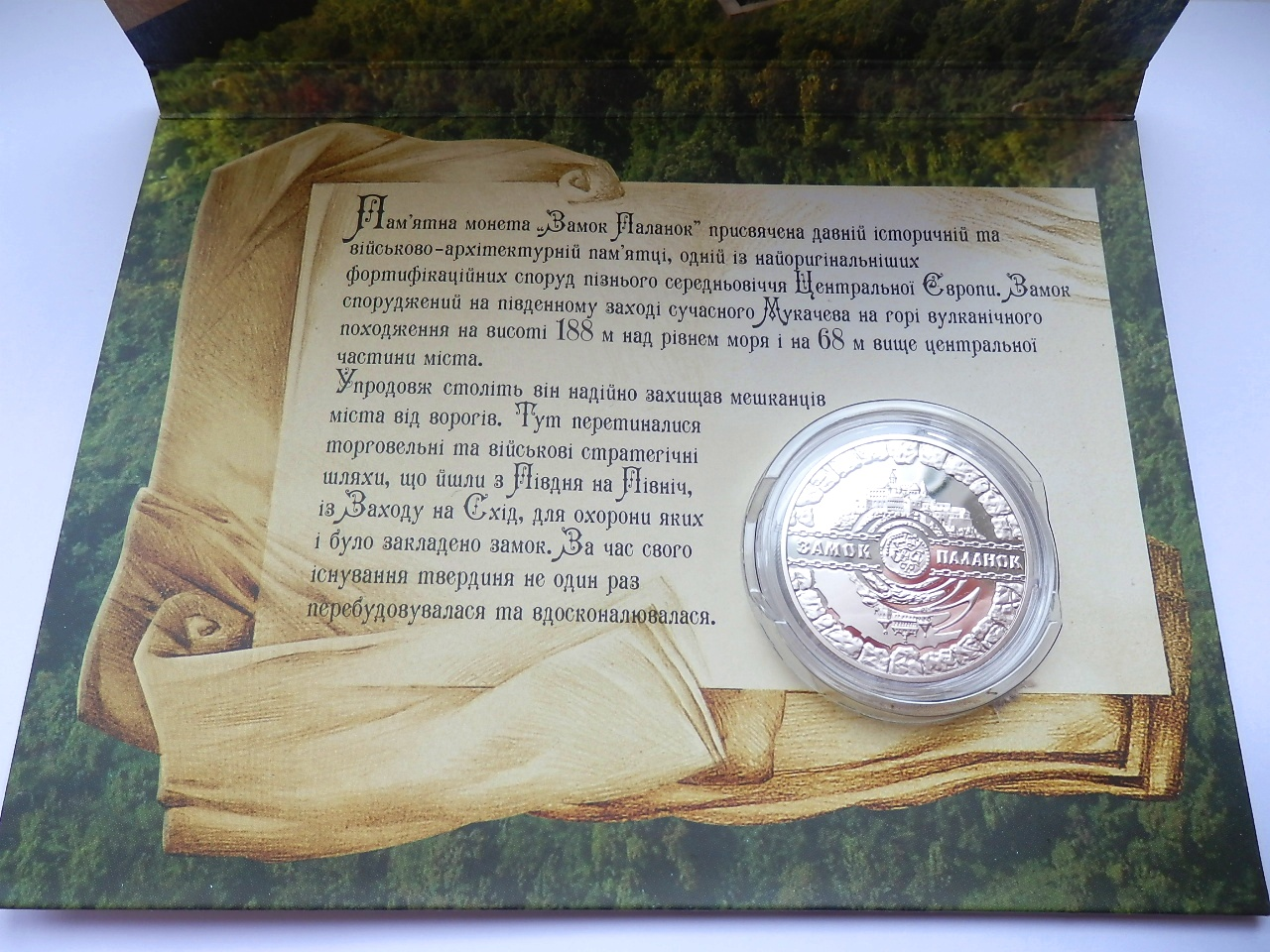
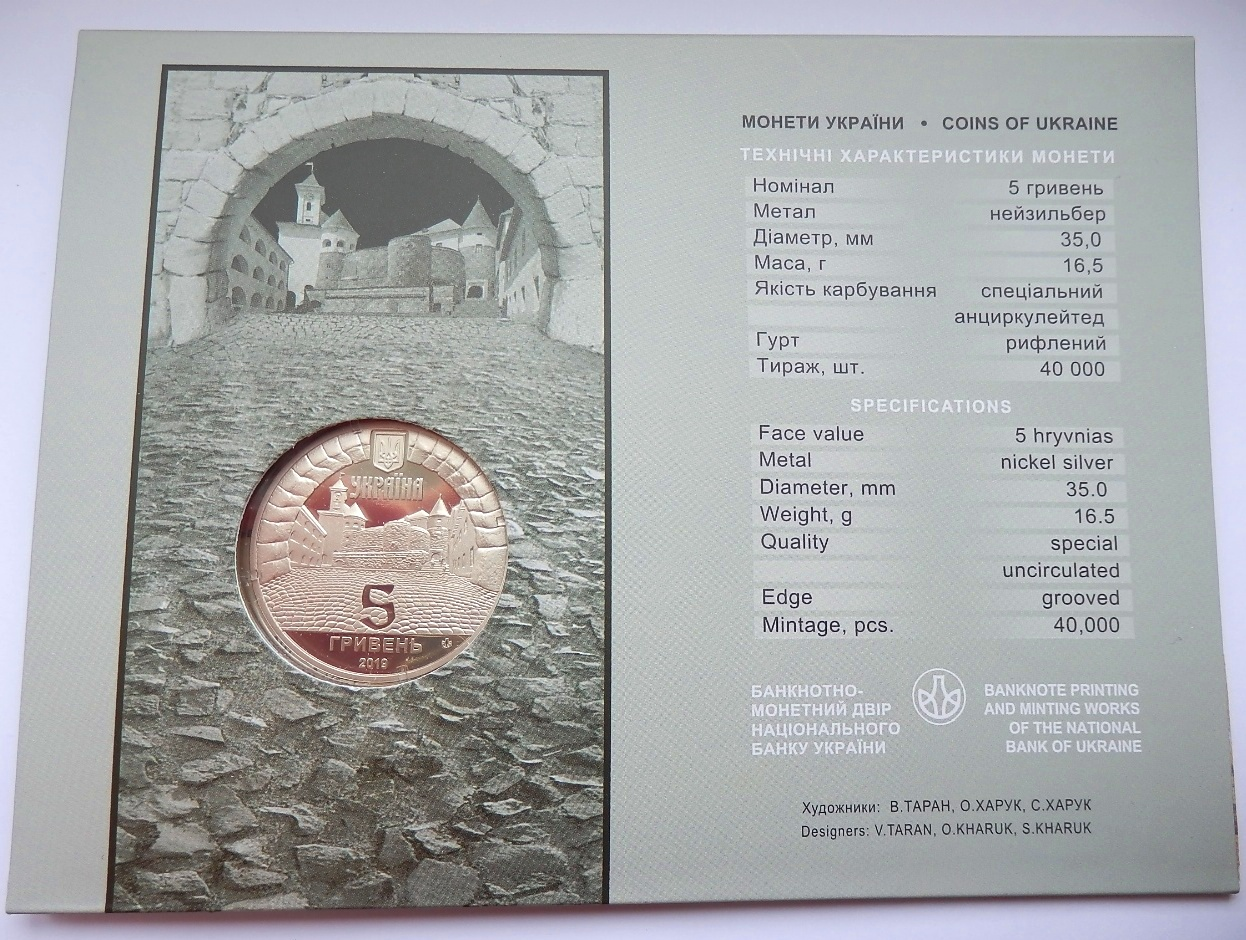

## Автори

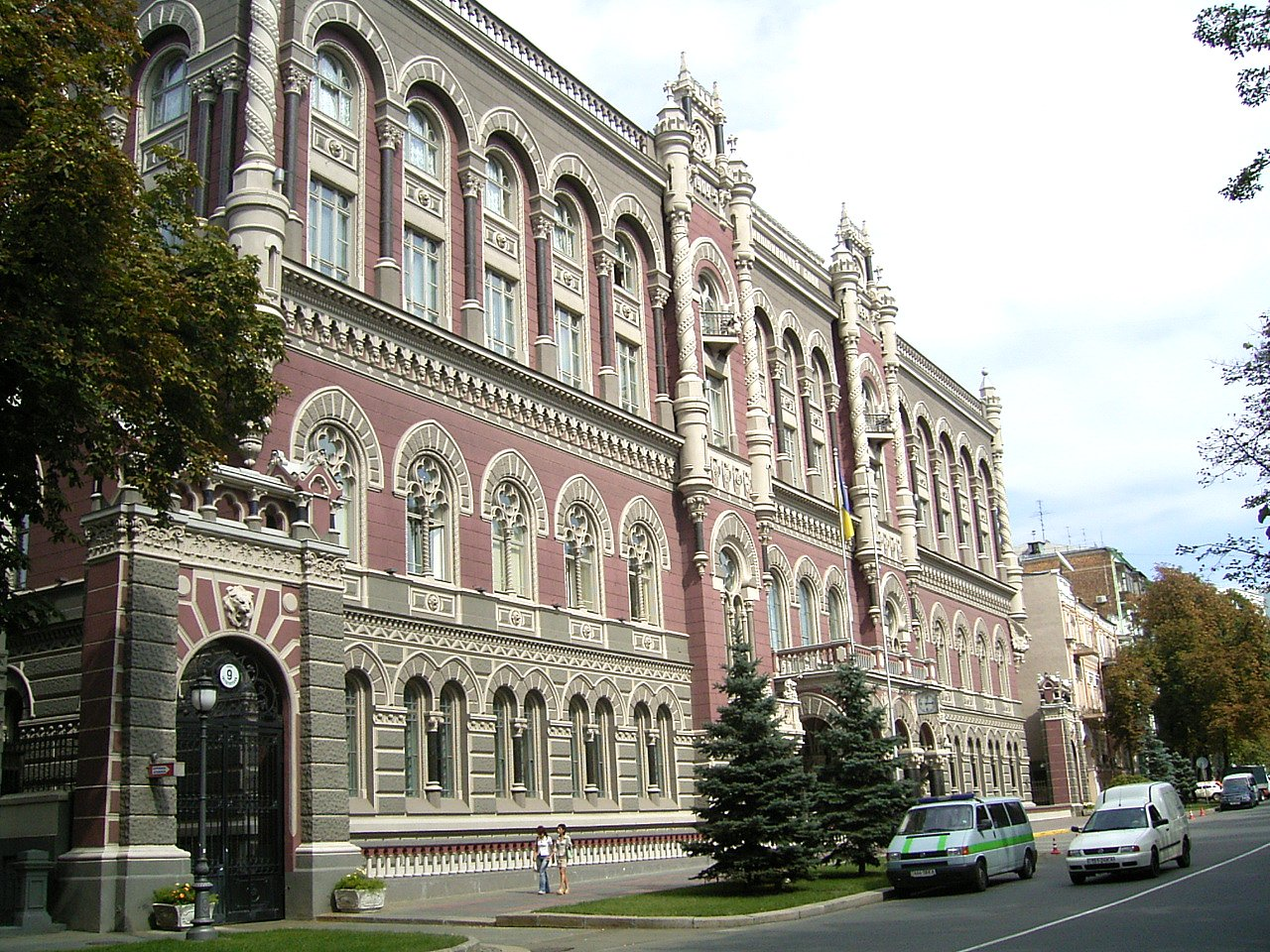
Будівля Національного банку України

- Художники: Таран Володимир, Харук Олександр, Харук Сергій.
- Скульптори: Дем'яненко Володимир, Демяненко Анатолій.

## Вартість монети
Під час введення монети в обіг 2019 року, Національний банк України реалізовував монету через свої філії за ціною 51 гривня.
Фактична приблизна вартість монети, з роками змінювалася так:
| Рік        | 2019 | 2020 | 2021 | 2022 | 2023 | 2024 | 2025 |
| ---------- | ---- | ---- | ---- | ---- | ---- | ---- | ---- |
| Ціна, грн. | 65   | 75   | 85   | 100  | 240  | 340  | 350  |